# Polos-Maler

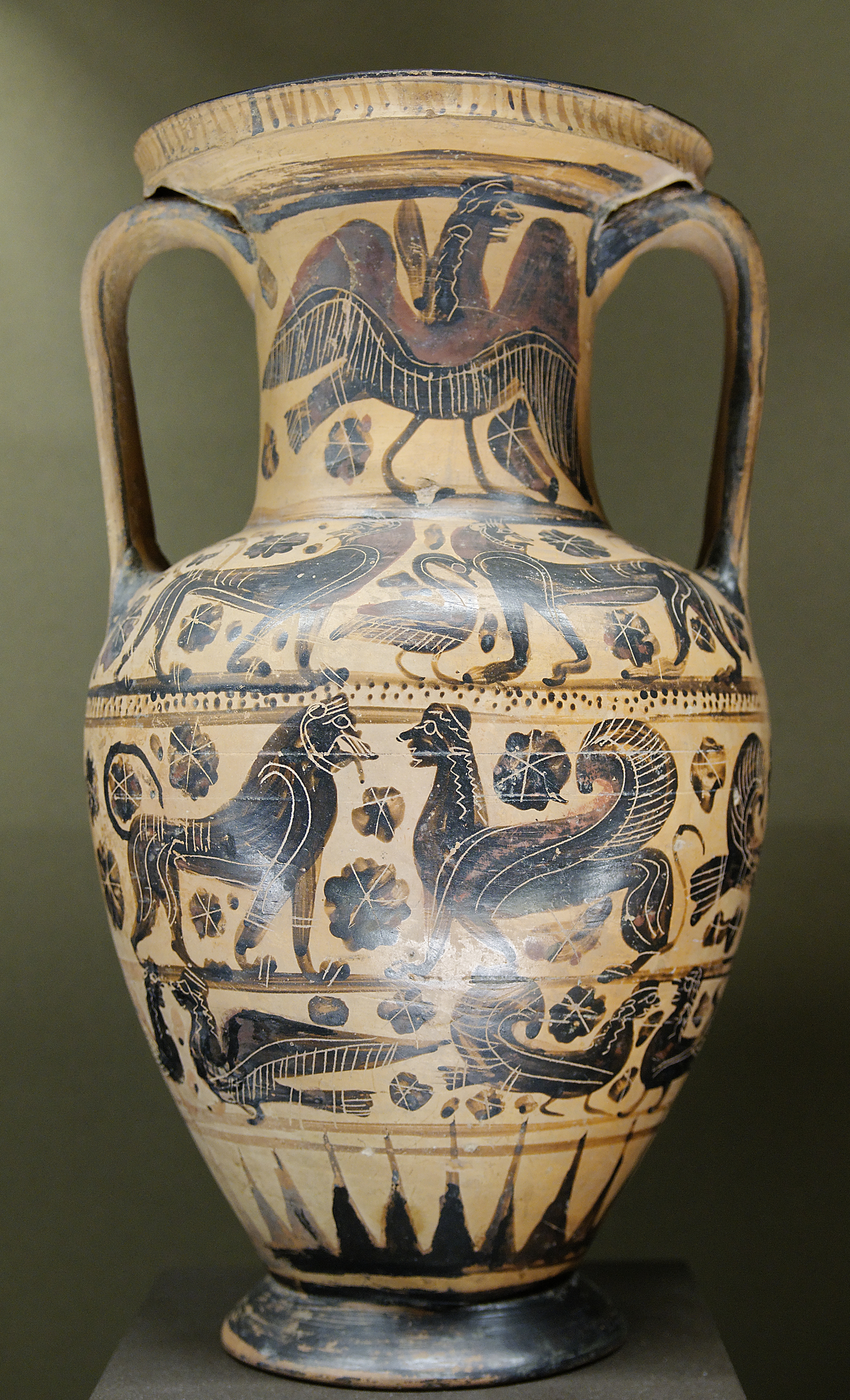
Sirenen, Sphingen und Tieren auf einer Halsamphora des Polos-Malers, um 600–575 v. Chr., Paris, Louvre E 814

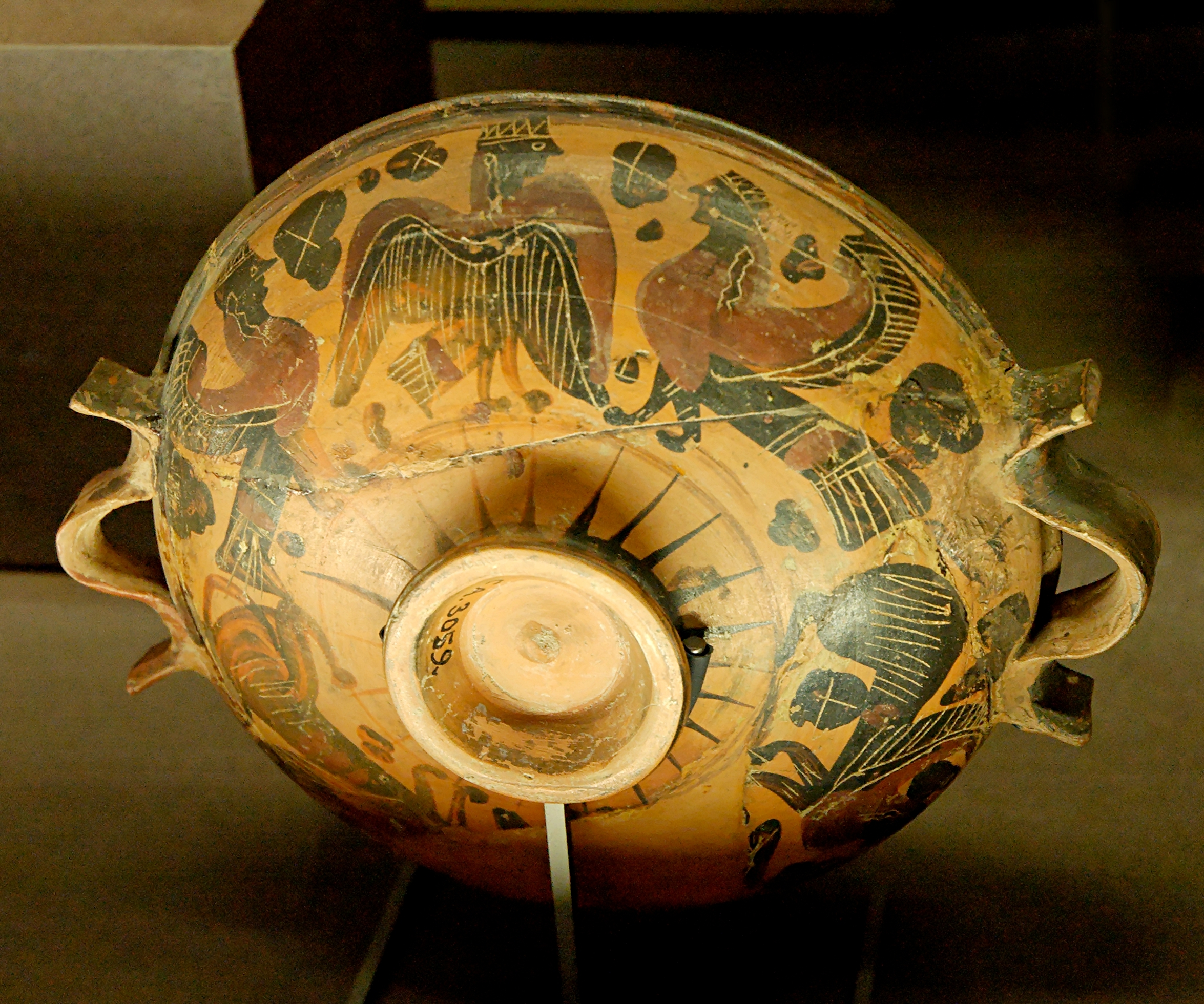
Sirenen auf einer Lekane des Polos-Malers, um 600–575 v. Chr., Paris, Louvre CA 3059

Der Polos-Maler war ein Vasenmaler des attisch-schwarzfigurigen Stils. Seine Werke werden in die Zeit um 575 bis 565 v. Chr. datiert.
Der Polos-Maler gilt als Maler mit ausgeprägter Handschrift, die sich jedoch nicht über das künstlerische Mittelmaß erhebt. Er erinnert stilistisch an die früher anzusetzende, an der korinthischen Vasenmalerei orientierten Ragusa-Gruppe. Er war besonders produktiv. Einen Großteil seiner Vasen verzierte er mit „entarteten Tierfriesen“ (John Boardman). Seinen Notnamen erhielt er von den in Kreuzschraffur ausgeführten Polos-Kronen, mit denen er die von ihm gemalten Frauen, Tiere und Sirenen verzierte. Heute sind ihm über 100 Vasen und Fragmente zugewiesen. Seine Werke waren in der griechischen Welt, vor allem offenbar bei anspruchsloseren Käufern, weit verbreitet: von Athen und Attika über Unteritalien, Spanien, die Kyrenaika, Ägypten bis nach Kleinasien. Er verzierte alle damals gängigen Gefäßformen, bevorzugte aber Teller und Lekaniden.

## Werke (Auswahl)
- Paris, Louvre

CA 3059 Lekane
Cp 10501 Fragment einer Bauchamphora
- Reading, Ure Museum

14.9.82 Fragment einer bemalten Terrakotte
14.9.83 Fragment einer Lekanis
- San Francisco, Fine Arts Museums: 1925.364 Skyphos[4]